# Episodi di Archer (dodicesima stagione)
La dodicesima stagione della serie animata Archer, composta da 8 episodi, è andata in onda sul canale televisivo FXX, dal 25 agosto al 6 ottobre 2021.
In Italia la stagione è stata resa interamente disponibile il 1º dicembre 2021, dal servizio di video on demand Netflix.
| nº | Codice di produzione | Titolo originale       | Titolo italiano        | Prima TV USA      | Pubblicazione Italia |
| -- | -------------------- | ---------------------- | ---------------------- | ----------------- | -------------------- |
| 1  | XAR012001            | Identity Crisis        | Crisi d'identità       | 25 agosto 2021    | 1º dicembre 2021     |
| 2  | XAR012002            | Lowjacked              | Dirottamento a terra   | 25 agosto 2021    | 1º dicembre 2021     |
| 3  | XAR012003            | London Time            | Ora di Londra          | 1º settembre 2021 | 1º dicembre 2021     |
| 4  | XAR012004            | Photo Op               | Servizio fotografico   | 8 settembre 2021  | 1º dicembre 2021     |
| 5  | XAR012005            | Shots                  | Shot                   | 15 settembre 2021 | 1º dicembre 2021     |
| 6  | XAR012006            | Dingo, Baby, Et Cetera | Dingo e tutto il resto | 22 settembre 2021 | 1º dicembre 2021     |
| 7  | XAR012007            | Colt Express           | Colt Express           | 29 settembre 2021 | 1º dicembre 2021     |
| 8  | XAR012008            | Mission: Difficult     | Missione: difficile    | 6 ottobre 2021    | 1º dicembre 2021     |